# Mihovil Katanec
Mihovil Katanec (Karlovac, 1893. – Zagreb, 1973.), bio je kulturni radnik vojvođanskih Hrvata. Po struci bio je pravnik.
Rodio se u Karlovcu 1893. godine. Kao mladi odvjetnik doselio se u Suboticu neposredno nakon sklopljenog primirja s Mađarskom, u isto vrijeme kad i ostatak gorljivih mladića koji su poveli i pomagali društveni, kulturni i prosvjetni život bačkih Hrvata:Dragan Mrljak, Matej Jankač, Marin Juras, I. Šercer i dr. Istovremeno su u Sombor došli Ladislav Vlašić, Vinko Žganec, Mato Škrabalo i drugi.

## Politička djelatnost
1920. je godine osnovao mjesnu organizaciju HPS-a zajedno s Ivom Kopilovićem; u Subotici je još čelnim bio Tomo Matković (koji je 1923. prešao u HRSS) te u Tavankutu Franjo Skenderović, no ubrzo se Katanec pridružio Bunjevačko-šokačkoj stranci, nakon čega je HPS-a nestao s bačke političke pozornice.
Nakon izbornih uspjeha u prvoj polovici 1920-ih, 28. studenog 1924. došla je kriza u Bunjevačko-šokačkoj stranci zbog podvojenosti viđenja budućeg organiziranog političkog života bačkih Hrvata, tako da su jedni članovi ostali na "odvojenom", t.zv. "pučkaškom" političkom pravcu, a druga skupina se politički primicala HRSS-u Stjepana Radića (krilo kojem su pripadali Josip Vuković Đido, Mihovil Katanec i Mirko Ivković Ivandekić, Stipan Vojnić Tunić). Još 1926. bio je uz Đidu Vukovića drugi glavni čovjek BŠS-a u Bačkoj, kad je dogovarao posjet Stjepana Radića Subotici.
4. kolovoza 1928. Hrvatska seljačka stranka pokrenula je svoje glasilo na mađarskom jeziku Föld (Zemlja), koji je uređivao Mihovil Katanec. List je kratko izlazio.
Nakon drugog svjetskog rata bio je davatelj podataka Jurju Andrassyju kod rješavanja pitanja Bajskog trokuta 1945. godine. Te je godine Federalna Hrvatska izaslala Jurja Andrassyja, a suradnici su mu za sjeveroistočne granice Hrvatske, odnosno za područje Bajskog trokuta bili Blaško Rajić, Grga Skenderović i Vinko Žganec. Da bi se prikupilo podatke u svezi s mogućim novim razgraničenjem s Mađarskom, odnosno da bi se pomoglo uključiti Bajski trokuta u novu Jugoslaviju na osnovi gospodarskog, prometnog i etnografskog interesa, angažiralo se dobavljače podataka. Tu su bili stručnjaci i lokalci (v. Antifašistički front Slavena u Mađarskoj). Od stručnjaka bili su tu Katanec i Matija Evetović, Lajčo Jaramazović, Mato Škrabalo i drugi. S druge strane bio je Antun Karagić iz Gare. Nepovoljne političke okolnosti, sovjetsko protivljenje, nezainteresiranost jugoslavenskog državnog vrha odnosno kasnija odluka Vlade DF Jugoslavije da neće pokretati pitanje granice prema Mađarskoj ako Mađarska osigura jugoslavenskim manjinama
autonomna prava u sferi kulture i obrazovanja, dovela je do toga da se pitanje tih granica više nikad nije pokretalo, a zatim kasniji sukob sa Staljinom, rezolucija Informbiroa zacementiralo je stanje.

## Kulturna djelatnost
Bio je istaknuti subotički odvjetnik, uz odvjetnika Mateja Jankača. Vojna obavještajna služba Kraljevine Jugoslavije izvijestila je 1934. da su njih dvojica, uz direktore banaka Mrljaka i Mažgona te uz još nekolicinu drugih Hrvata sustavno i neumorno radili i organizirali subotičke Hrvate. Marljivi rad tih hrvatskih kulturnih radnika osujetio je srpske pokušaje da se Hrvate privuče u "patriotske", zapravo velikosrpskom hegemonističkom režimu odane organizacije kao što su Narodna odbrana, Soko, Četničko udruženje i dr.Uspjeh je bio toliki da su izvješća govorila o apstinenciji bunjevačkih Hrvata od tih udruženja.
Jednim je od osoba koje su osnovale Hrvatsko pjevačko društvo Neven. Bilo je to 4. prosinca 1920. godine. Ondje je Katanec bio zborovođom. Bio je važan i u inim društvima bunjevačkih Hrvata. Bio je urednikom i izdavačem lista bunjevačkih Hrvata Nevena od 1930. godine.
U Hrvatskoj kulturnoj zajednici, ustanova hrvatskih prosvjetnih radnika i društava iz Subotice koja je osnovana 1936. godine, čelne osobe bile su uz predsjednika i osnivača Blaška Rajića, Ivan Kujundžić, Ive Prćić, Ladislav Vlašić te ini, dok je Mihovil Katanec bio tajnik.
Od 1935. do 1944. pisao je za časopis za književnost, umjetnost i znanost bačkih Hrvata Klasje naših ravni.
1936. su u odboru za proslavu 250. obljetnice dolaska jedne grupe Bunjevca i preuzimanja vlasti u Subotici bili Blaško Rajić, Ivan Malagurski Tanar, Miroslav Mažgon, Petar Pekić, dr Mihovil Katanec, Albe Šokčić, Ivan Kujundžić, Kata Taupert i drugi. Inicijator i pokrovitelj akcije bio je biskup Lajčo Budanović,